# Yi Zhou Shu
Yi Zhou Shu (chino simplificado: 逸周书; chino tradicional: 逸周書; pinyin: Yì Zhōu Shū; Wade-Giles: I Chou shu; lit. 'Libro perdido de Zhou') es un compendio de documentos históricos chinos sobre el periodo Zhou Occidental (1046-771 a. C.). Su historia textual comenzó con un texto/compendio (siglo IV a. C.) conocido como el Zhou Shu («Libro de Zhou»), que posiblemente no se diferenciaba del corpus del mismo nombre del Libro de los Documentos existente. Los editores de la dinastía Han Occidental (202 a. C.-9 d. C.) enumeraron 70 capítulos del YZS, de los cuales 59 se conservan como textos y el resto como títulos de capítulos. Tal condición es descrita por primera vez por Wang Shihan 王士漢 en 1669. Las formas de circulación de los capítulos individuales antes de ese momento —fusión de diferentes textos o ediciones de un único texto, sustitución, adición, confusión con comentarios, etc.— son objeto de debates académicos.
La historiografía china tradicional clasificó el Yi Zhou Shu como un zashi 雜史 «historia no oficial», y lo excluyó de las Veinticuatro Historias dinásticas canónicas.

## Títulos
Este texto histórico chino temprano tiene cuatro títulos: Zhou zhi, Zhou shu «Documentos/libro de Zhou», Yi Zhoushu «Documentos perdidos/libro de Zhou», y Jizhong Zhou shu «Documentos/libro de la tumba de Ji».
Zhou zhi 周志 aparece una vez en los textos transmitidos: en el Zuo zhuan (Duque Wen, 2 - 625 a. C.), junto a la cita que se encuentra actualmente en YZS. La referencia es valiosa, ya que diferencia a YZS del corpus de otros documentos shu y posiblemente se refiere a su función educativa.
Zhoushu (o Zhou shu) —que combina Zhou 周 «dinastía Zhou» y shu 書 «escritura; documento; libro; carta»— es el registro más antiguo del título actual. Dependiendo de la interpretación semántica de shu, Zhoushu puede traducirse como «Libro(s) de Zhou» (cf. Hanshu 漢書 Libro de Han) o Documentos de Zhou (cf. Shujing 書經 Libro de Documentos). En el uso del chino estándar moderno, Zhoushu es el título del libro de la historia de Zhou sobre la posterior dinastía Zhou del Norte (557-581).
Yizhoushu (o Yi Zhou shu) añade yi 逸 «escapar; huir; descuidar; faltar; perder; permanecer» al título, que los estudiosos interpretan de dos maneras. O bien «Libro(s) perdido(s) de Zhou», con una traducción literal de yi como «perdido» (cf. yishu 逸書 «libros perdidos; obras antiguas que ya no existen»). O «Libro(s) restante(s) de Zhou», con una lectura de yi como «remanente; sobrante» (cf. yijing 逸經 «textos clásicos no incluidos en los clásicos ortodoxos»). Esta dudosa tradición comenzó con Liu Xiang (79-8 a. C.), que describió el texto como: «Las declaraciones y órdenes solemnes del período Zhou; son de hecho el residuo de los cien pian [capítulos] discutidos por Confucio». lo traduce de otra manera: «[El Yi Zhou Shu] bien puede ser lo que quedó después de que Confucio editara los cien capítulos [del Shang shu]». Dado que el Shang shu canónico en circulación tenía 29 capítulos, McNeal propone:

Tal vez en algún momento de los primeros tiempos de los Han occidentales la versión transmitida del Zhou shu se amplió para producir un texto de exactamente setenta y un capítulos, de modo que, sumados a los veintinueve capítulos del Shang shu, se pudiera dar un significado literal a los llamados «cien capítulos del shu». Esto explicaría aquellos capítulos del Yi Zhou Shu que parecen no tener ninguna relación o estar solo tímidamente relacionados con los temas principales de la obra.

Jizhong Zhoushu (o Jizhong Zhou shu) deriva de una segunda tradición según la cual el texto se encontró entre los manuscritos en láminas de bambú desenterrados en el descubrimiento de Jizhong (c. 279 d. C.) de la tumba del rey Xiang 襄王 del estado Wei (r. 311-296 a. C.). Shaughnessy concluye que, dado que «se puede demostrar que ambas tradiciones carecen de fundamento» y que todas las citas textuales más antiguas se refieren a él como Zhoushu, existe ahora un «consenso general de los estudiosos» de que el título debería leerse simplemente como Zhou Shu. Sin embargo, dado que Zhou Shu también figura como sección del Libro de los Documentos, el nombre Yizhoushu ha obtenido una amplia difusión como marca segura de la diferenciación.
Las traducciones al inglés del título Yi Zhou Shu incluyen:
- Leftover Zhou Writings (Resto de escritos Zhou)[6]
- Remainder of Zhou documents (Resto de documentos Zhou)[7]
- [Remaining] Zhou documents(Documentos Zhou restantes)[8]
- Chou Documents Apocrpha (Documentos Chou apócrifos)[9]
- Remainder of the Zhou Documents (Restos de documentos Zhou)[10]
- Remnants of Zhou Documents (Restos de los documentos Zhou)[11]
- The Superfluous [Chapters of the] Book of Zhou (Los [capítulos del] Libro de Zhou superfluos)[12]

## Contenido
En el siglo I a. C., el texto Zhoushu o Yizhoushu constaba de 10 fascículos (juan 巻 «rollo; volumen; libro; fascículo») con 70 capítulos (pian 篇 «artículo; sección; capítulo») y un prefacio. Once capítulos se perdieron hacia el siglo XII de nuestra era, y únicamente se conservan los títulos. El texto existente consta de 59 capítulos y un prefacio, con un comentario para 42 capítulos atribuido al erudito de la dinastía Jin Kong Zhao 孔晁 (fl. 256-266).
Basándose en la coherencia lingüística y temática, los estudiosos modernos revelan que 32 capítulos constituyen un núcleo textual que trata temas gubernamentales y militares. Los 27 capítulos restantes del Yizhoushu son heterogéneos. Algunos describen acontecimientos históricos que van desde el rey Wen de Zhou (r. 1099-1050 a. C.) hasta el rey Jing de Zhou (r. 544-520 a. C.); los capítulos suplementarios registran temas como la astronomía (52 Shixun 時訓) y los nombres póstumos (54 Shifa 謚法).
McNeal no está de acuerdo con la afirmación de Shaughnessy de que «no hay una organización discernible del texto», y sostiene que «de hecho hay una presentación cronológica del material a lo largo de la progresión de la mayoría de los capítulos». Por ejemplo, 18 títulos de capítulos utilizan una de las palabras emparejadas wen 文 «civil; literario» y wu 武 «militar; marcial», una referencia literaria a los fundadores de Zhou, el rey Wen y el rey Wu. Al menos 28 de los 59 capítulos existentes «se sitúan inequívocamente en los reinados predinásticos de los reyes Wen y Wu o durante la época inmediata de la conquista de Shang».

## Fecha y lugar de composición
Según Shaughnessy, el Yizhoushu sufrió dos redacciones textuales.
En primer lugar, en algún momento de finales del siglo IV o principios del III a. C., un editor anónimo recopiló los 32 capítulos «centrales». Que tienen rasgos lingüísticos e intelectuales característicos de los escritos de los Reinos combatientes, y fueron citados en clásicos como el Zuo Zhuan, el Han Feizi y el Zhan Guo Ce.
En segundo lugar, no más tarde de principios del siglo I a. C., otro editor, posiblemente el autor del prefacio, compuso una redacción con 70 capítulos y un prefacio —inspirado en el prefacio de los Textos Antiguos del Shangshu. Algunos capítulos secundarios son anteriores al núcleo y otros son posteriores. Por ejemplo, el capítulo 32 de Wushun 武順 utiliza el t—érmino di 帝 «emperador»; McNeal, lo interpreta como «una fecha de finales del siglo III a.C.», cuando di pasó a significar emperador de China. Zhu Youceng (zh:朱右曾 del siglo XIX) afirmó que, aunque posiblemente no se produjera en los primeros tiempos de Zhou, el YZS no tenía características de los Reinos combatientes o la falsificación de Qin-Han.
El linaje filosófico de los Yi Zhou Shu dentro de las Cien escuelas del pensamiento sigue siendo incierto. Según McNeal, varias escuelas —incluida una rama del confucianismo— enfatizaron el concepto de wen y wu como «las esferas civil y marcial del gobierno como una totalidad integral». En particular, el concepto fue destacado por el famoso estratega militar antiguo Jiang Ziya o Tai Gong 太公, conocido a través de los escritos de Su Qin (380-284 aC) de la Escuela de Diplomacia.
Según los eruditos chinos, la posible línea de transmisión de los primeros capítulos de YZS pasó por el estado de Jin y sus territorios posteriormente divididos. Está atestiguado por las citas textuales conservadas, la mayoría de las cuales se atribuyen a Jin. Se encuentran varios paralelos temáticos entre YZS y Wenzi, que se informa que también se produce en Jin.

## Historia textual
Las secciones de bibliografía (yiwenzhi 藝文志) de las Veinticuatro Historias proporcionan valiosos datos diacrónicos. El Libro de la Bibliografía imperial Han (111 d. C.) registra el Zhoushu, o Zhoushiji 周史記, en 71 capítulos. El (636) Libro de Sui enumera un Zhoushu en 10 fascículos (juan), y señala que deriva del descubrimiento de Jizhong. Yan Shigu (581-645), al anotar el Yiwenzhi, afirma que de los 71 capítulos del YZS solamente se conservan 45; sin embargo, Liu Zhiji (661-721) afirma que se conservan los 71 capítulos originales. La bibliografía del Libro Antiguo de Tang (945) recoge un Zhoushu de 8 capítulos con anotaciones de Kong Chao 孔晁 (mediados del siglo III). El Nuevo Libro de Tang (1060) recoge un Zhoushu de Jizhong en 10 fascículos y el Zhoushu anotado de Kong Chao en 8. La Historia de Song (1345) y las historias dinásticas posteriores únicamente enumeran el Jizhong Zhoushu en 10 fascículos. Shaughnessy concluye que hasta el periodo Tang existieron dos versiones separadas, la de Kong Chaozhu Zhoushu 孔晁注周書 de 8 fascículos y la Jizhong Zhoushu 汲冢周書 de 10 fascículos. Estas dos versiones textuales se asimilaron durante el periodo Song del Norte (960-1279), y la pérdida de 11 capítulos se produjo antes del Song del Sur medio (1127-1279).
Ambas tradiciones, que asocian el Yi Zhou Shu existente a los textos de Jizhong o a la edición de Kong, tienen una dudosa historicidad. En primer lugar, la investigación contemporánea sobre el Yi Zhou Shu ha demostrado de forma concluyente que el texto recibido no pudo ser recuperado de la tumba de Xiang junto con los Anales de Bambú. Shaughnessy explica que «el Yi Zhou Shu existió como un texto integral, conocido como el Zhou shu 周書, a lo largo de los casi seis siglos que transcurrieron desde el entierro del rey Xiang en el 296 a.C. hasta la apertura de la tumba en el 280 d.C.». Algunos capítulos —por ejemplo, el 62 Shifang 職方— tienen pruebas internas de haber sido escritos después de la unificación de la dinastía Qin en el 221 a. C.. En segundo lugar, es poco probable que Kong Chao, autor del primer comentario, consultara los documentos de Jizhong. Las fechas de la vida de Kong son inciertas, pero fue un contemporáneo cercano de Wang Su (195-256), y la última referencia histórica a él fue en una invitación imperial del año 266. Shaughnessy dice que el comentario de Kong se añadió al texto «en algún momento a mediados del siglo III d.C., pero ciertamente antes de la apertura de la tumba del rey Xiang en 280». Las historias enumeran a muchos eruditos —pero no a Kong Chao— que trabajaron en el desciframiento de las tablillas de bambú.
Los comentarios del Yi Zhou Shu comenzaron con Kong Chao en el siglo III y continúan en la actualidad. El comentario de Kong existe para 42 de los 59 capítulos y se ha incluido en la mayoría de las ediciones. La erudición de la dinastía Qing (1644-1912) produjo valiosos comentarios y ediciones del Yi Zhou Shu. La edición crítica del texto de Lu Wenchao 盧文弨 (1717-1796) se basó en ocho versiones de las dinastías Yuan y Ming, e incluye doce comentarios anteriores de la dinastía Qing. La serie Sibu beiyao 四部備要 (1936) reimprimió la edición de Lu, que se denomina 抱經堂本 «Versión de estudio del Baojing». La colección Sibu congkan 四部叢刊 (1919) reproduce la edición más antigua, una versión (1543) de Zhang Bo 章檗 impresa en la academia provincial de Jiaxing.
En comparación con la mayoría de los otros clásicos chinos, el Yi Zhou Shu ha sido olvidado por los estudiosos, tanto chinos como occidentales. McNeal sugiere: «Un prejuicio contra la obra, quizá originado en parte por la idea errónea de que comprendía aquellos documentos Zhou que Confucio consideraba no aptos para ser incluidos en su edición canónica del Shang shu 尚書, o Documentos Venerados —que incluye una sección llamada Documentos Zhou en sí misma—, ha contribuido al relativo descuido de este texto.»

## Textos paralelos y epigrafía
El texto cercano a la versión conocida de YZS era conocido por Sima Qian: se encuentran numerosos paralelos en el relato de Shi ji sobre la historia de Zhou, y los capítulos Ke Yin (nº 36) y Duoyi (nº 44) de YZS están básicamente incorporados en el Shi ji en su forma. La observación fue hecha por Ding Fu.McNeal 2012:92-93
Entre las fuentes excavadas sobre Yi Shou Shu (YZS):
- Caja de bambú del condado de condado de  Cili, Zhangjiajie, Hunan (excavada en 1987) contiene un texto bastante completo del YZS #8 "Da Wu" 大武.[6]
- Se identificaron fragmentos del Yi Zhou Shu en las tablilas de bambú que fueron adquiridos por la Universidad de Tsinghua en el 2008.[24]

## Actitudes académicas tradicionales
El documento Shi fu fue condenado por Mencio e ignorado por Sima Qian, lo que probablemente sea parte de la razón por la que hoy se encuentra en el Yi zhou Shu en lugar de en el Libro de los Documentos. Después de su compilación, el Yi Zhou Shu fue condenado como representación inadecuada de la historia por los eruditos confucianos tradicionales de la época imperial tardía, a partir de la dinastía Song (Ding Fu, Hong Mai). Sus puntos de vista se caracterizaban por fusionar el juicio moralista con la crítica textual. La condena más pronunciada provino de Fang Xiaoru (1357-1402). Fang afirmaba que el YZS contenía «exageraciones» y nociones «inmorales» atribuidas a los sabios del pasado —poniendo como ejemplo el capítulo «Shi fu» para lo primero, y «Guan ren», «Da wu», «Da ming» para lo segundo—. Concluyó por ello que no podían ser documentos auténticos de Zhou, y por tanto la afirmación de Liu Xiang de que habían sido dejados por Confucio era falsa.
Yegor Grebnev ha demostrado recientemente que el capítulo «Shi fu» es una compilación de varias inscripciones preexistentes. La organización del capítulo, los totales de cautivos y animales, etc., se entienden mejor bajo esta luz, y como demostración de un ideal de realeza muy alejado de la construcción ideológica pacifista del «Mandato del Cielo» de la conquista Zhou: de ahí el rechazo de Mencio a lo que probablemente es un relato más auténtico.